# Vztuhy
Vztuhy (též Vstuhy) jsou zaniklá vesnice a stejnojmenná zaniklá tvrz, které se nacházely na území dnešní obce Zvíkov v okrese České Budějovice.

## Historie
První písemná zmínka o vsi a tvrzi pochází z listiny z 26. května 1367, kde mezi svědky byl uvedený Kunáš ze Vstuh. Tento nejstarší známý držitel vztužského panství, k němuž náležela i blízká ves Ortvínovice, byl zmiňován ještě o 7 let později jako „ušlechtilý a urozený pán Kunáš ze Vstuh.“
Dalším známým držitelem panství byl na počátku 15. století pan Smil z Chlumu a Křemic, který však na vztužské tvrzi nesídlil, neboť měl panství na Plzeňsku. V této době bylo usazeno ve Vztuhách 5 sedláků. Od Smila přešly Vztuhy na Albína, českobudějovického měšťana a dědičného soudce městského, jehož dcera Eliška zboží zapsala svému manželu Wolfgangu Pochomerovi, měšťanu z rakouského Freistadtu.
V roce 1445 získal vztužské panství sňatkem s Magdalenou Johanou Pochomerovou (věno obsahovalo i dům na budějovickém náměstí) tehdejší člen městské rady a pozdější purkmistr v Českých Budějovicích Ondřej Puklice, takže mohl užívat erb a přídomek ze Vztuh. Ondřej Puklice sídlil ve vztužské tvrzi a hospodářství prosperovalo. Na Vztuhách měl 8 sedláků, v Ortvínovicích 9. Puklice byl v roce 1467 svržen, uvězněn a 29. května podlehl těžkým zraněním. Dědictví po otci si po dosažení dospělosti rozdělili dva synové. Mladší Jan († 1482) opustil České Budějovice, vstoupil do rožmberských služeb a 1471 se stal úředníkem ve Velešíně. Vztužské panství spravoval starší ze synů Václav († 1500). Václav panství dále zveleboval, založil nové rybníky. Roku 1479 se přihnala na Puklicovo zboží zbojnická výprava lidí pana Racka z Kocova, pána na Horažďovicích. Roku 1486 Puklice získal dědictví po Sovovi ze Srubce, který byl tchánem Václavova mladšího bratra Jana, jenž zemřel i se svými čtyřmi dětmi při morové epidemii 1483. O Sovovo jmění se Puklice dělil s českobudějovickým měšťanem Petrem Hofleichem a získal vsi Srubec, Zborov, Mečíkovice, Chodeč a půl vsi Ohrazení. Václavovou smrtí vymřela rodina Pukliců po meči.
Dědičkou se stala Johanka († asi 1516), dcera Jana Puklice, která se asi roku 1504 provdala za Linharta Ekharta († 1537), bohatého kupce z Freistadtu a díky sňatku následně předního měšťana Českých Budějovic a člena městské rady, a tomu také zapsala své zboží. Za jejich užívání dochází k rozdělení vsí. Ortvínovice zůstaly Johance a jejímu manželovi s užíváním predikátu z Urtvínovic. Vztuhy Johanka prodala patrně ještě před svatbou svému bratranci a budějovickému měšťanovi Mikuláši Štrabochovi († 1539), jenž se poté píše s přídomkem ze Vztuh. Mikuláš Štraboch tak rozmnožil značný rodinný movitý i nemovitý majetek, obchodoval s obilím, rybami, sladem a pivem, spekuloval také s koupěmi a prodeji domů. Na sklonku života prodal městu ve prospěch kostelních záduší ves Srubec, kterou koupil od příbuzného Linharta Ekharta z Urtvínovic. Mikuláš Štraboch byl dvakrát ženat a měl dvě děti. Dcera Anna († 1549) se provdala za Wolfa Wiennera z Muranu († 1548), který se sňatkem zařadil mezi přední měšťany a počeštil se, od té doby se rovněž psal ze Vztuh, patřila mu i tvrz Drslavice na Prachaticku. Posledním známým z jeho potomků je dcera Maryna Wiennerová († 1559). Maryna se 1558 provdala za Michala Frydbergera († 1586), služebníka arciknížete Ferdinanda Tyrolského (1529—1595). Frydberger se ujal dědictví po své ženě a usadil se v Českých Budějovicích, kde působil 1573—1576 jako desátník při mincovně.
V roce 1572 se majitelem Vztuh stal další budějovický měšťan a městský radní pan Daniel Matyáš ze Sudetu. Daniel Matyáš (1535— asi 1610) studoval na univerzitě v Praze, kde 1555 dosáhl titulu bakaláře, a pokoušel se i o příležitostnou humanistickou poezii. V roce 1558 získal dědičně erb s predikátem ze Sudetu, jenž se vztahoval i na ostatní členy rozvětvené rodiny. Opakovaně zasedal v městské radě, než se s městem rozešel pro spory o dědictví po manželce Kateřině († 1563) a pro náboženské rozdíly, neboť stejně jako jeho příbuzní i on sympatizoval s luteránstvím. V roce 1572 koupil ves Vztuhy a rozšířil o ně svůj přídomek. V letech 1582 a 1590 přikoupil Urtvínovice od Jakuba Ekharta z Urtvínovic (vnuk Johanky a Linharta Ekharta) a Ortvínovice se opět spojily se Vztuhy v jedno panství. Na sněmu 1589 byl Daniel Matyáš přijat do rytířského stavu. Zbytek života dožil ve Vztuhách, pochován byl v luterském kostele v Rudolfově. Daniel Matyáš mimo jiné založil na svém panství 10 rybníků. Po jeho smrti převzal panství Zikmund Matyáš. Ovšem celé Českobudějovicko bylo v roce 1611 zasaženo vpádem pasovských. Město České Budějovice bylo pasovskými obsazeno od ledna do června a ti odtud podnikali do kraje pravidelné loupežné výpravy. Od Vztuh nedaleké Zaliny byly 23. dubna 1611 přepadeny a při bitce byl zabit jeden sedlák a dva vojáci, poté vojáci vypálili celou ves. Drancování nebyly ušetřeny ani Vztuhy. Osudným pro existenci Vztuh se stalo stavovské povstání o sedm let později. Od června 1618 obléhala stavovská vojska město České Budějovice. V listopadu bylo město obsazeno císařským vojskem vedeným hrabětem Buquoyem. Stavovské vojsko zaujalo pevné postavení v městě Rudolfově a na okolních návrších. V následujících měsících docházelo k rabování okolních vesnic a městeček, vojáci plenili chlévy, stodoly, sklepy i rybníky. Po bitvě u Záblatí opustilo stavovské vojsko časně z rána 15. června 1619 Rudolfov a nikým nechráněné město se stalo kořistí útočníků, hornické město bylo vypáleno, vydrancováno, obyvatelé pobiti či vyhnáni. V dalších měsících nemělo císařské vojsko proti sobě nepřítele a pustošilo v blízkém i dalekém okolí Budějovic, zkáza se tehdy nevyhnula ani Vztuhám a Ortvínovicím, jimž přitížila luteránská víra jejich majitele. Zikmund Matyáš ze zničeného panství rovněž uprchl a vrátil se až po šesti letech, kdy pobýval v Třeboni, Jindřichově Hradci a Ratibořských Horách na Táborsku. Na vypleněném panství však kvůli průběhu třicetileté války, kdy docházelo neustále k pohybu vojsk nezůstal žádný poddaný. Ve snaze znovu zde začít hospodařit si Zikmund Matyáš půjčil v roce 1629 od budějovického měšťana Benedikta Fischera 300 kop míšenských, ale i po roce bylo panství nadále bez poddaných, a tak se jej Zikmund Matyáš nakonec rozhodl prodat.
Pozemky bývalých vesnic Vztuh a Ortvínovic kvůli dobré půdě pro pěstování pšenice, deseti rybníkům, velkým lesům a ovčínu převzal pod správu císařský hejtman třeboňského panství Jan z Eckersdorfu. Císař Ferdinand II. potvrdil koupi 26. listopadu 1633. Kupní smlouva byla uzavřena na 4600 kop míšenských, za něž pan Zikmund Matyáš odstoupil zboží v minulosti zvané vztužské se dvěma k němu náležícími vesnicemi, v té době polozničenými, s hospodou Tobolkou, pustým mlýnem, spáleništi a jinými příslušenstvími. Prodávající si mohl podle smlouvy ponechat příjmy, plynoucí ze Vztuh až do roku 1635. Podle popisu panství třeboňského z roku 1648 byla u vztužského ovčína prostorná stodola nově vystavěná z kamene, s dvěma parnami, krytá na polovinu slámou a šindelem. U stodoly zahrada, uprostřed ní tůň a vedle ní část zdiva z bývalé tvrze. Ovčín se uvádí jako nově z kamene vystavěný se třemi branami, krytý šindelem. Odlehlý kraj Lišovského prahu kolem Ortvínovic byl plný potulných rot mordérů a zběhlých záškodníků, kteří neustávali v plenění na vlastní pěst. Hejtman panství Jan z Eckersdorfu tyto tlupy postupně likvidoval. Po uklidnění válečných hrůz, které byly provázeny nemocemi a hladem, zbylo na vesnicích jen málo rodin.
Roku 1660 se dostalo panství třeboňské za zásluhy hraběti Janu Adolfovi ze Schwarzenbergu. Ten ho začal zvelebovat, v roce 1669 byla provedena obnova hranic celého třeboňského panství. K jejich vyznačení a osazení mezníků dochází 17. června 1689 za účasti 5 sedláků z Hlincovy Hory. Hranice ortvínovického dvora byly přírodní – lesy, hráze rybníků, potoky, spojovací cesty. Dále bylo přistoupeno k vykopání příkopů a osázení hranic listnatými stromy. V roce 1923 byl ortvínovický dvůr Schwarzenbergům vyvlastněn v pozemkové reformě a prodán jako zbytkový statek za 600 200 Kč bankovnímu řediteli Františku Bělohlávkovi. Výměra statku činila 272 ha. Nový majitel provedl opravy, opatřil inventář, hospodářské náčiní, vysázel stromoví, postavil znovu vyhořelý ovčín a stodolu a 4 obytné místnosti pro deputátníky.